# Boris Arsienjew
Boris Nikołajewicz Arsienjew (ros. Борис Николаевич Арсеньев, ur. 7 marca 1888) – szablista reprezentujący Rosję, uczestnik igrzysk w Sztokholmie w 1912 roku, gdzie wystartował w indywidualnym turnieju szablistów.